# Sirgiti
Sirgiti é uma vila no distrito de Bilaspur, no estado indiano de Chhattisgarh.

## Demografia
Segundo o censo de 2001, Sirgiti tinha uma população de 12 469 habitantes. Os indivíduos do sexo masculino constituem 52% da população e os do sexo feminino 48%. Sirgiti tem uma taxa de literacia de 64%, superior à média nacional de 59,5%: a literacia no sexo masculino é de 75% e no sexo feminino é de 52%. Em Sirgiti, 15% da população está abaixo dos 6 anos de idade.